# Kościół Świętej Trójcy w Głogowie Małopolskim
Kościół Świętej Trójcy – rzymskokatolicki kościół parafialny w Głogowie Małopolskim należący do dekanatu Głogów Małopolski diecezji rzeszowskiej.

## Historia i architektura
Obecna murowana świątynia została wybudowana w 1881 roku i konsekrowana w 1905 przez biskupa Karola Fischera, sufragana przemyskiego. Polichromia w kościele została wykonana przez Stanisława Urbana w 1996 roku, podczas urzędowania proboszcza księdza prałata Stanisława Ujdy. W 2010 roku, podczas urzędowania księdza proboszcza Adama Samela, świątynia została rozbudowana o dwie nawy boczne i rozpoczęto starania o koronację cudownego obrazu Matki Bożej Głogowskiej. 26 lutego 2012 roku biskup rzeszowski Kazimierz Górny ustanowił Sanktuarium Matki Bożej Głogowskiej. 30 maja 2015 roku biskup Jan Wątroba uroczyście nałożył korony na głowę Dzieciątka i Matki Bożej Głogowskiej „Uzdrowienie Chorych”.

## Galeria

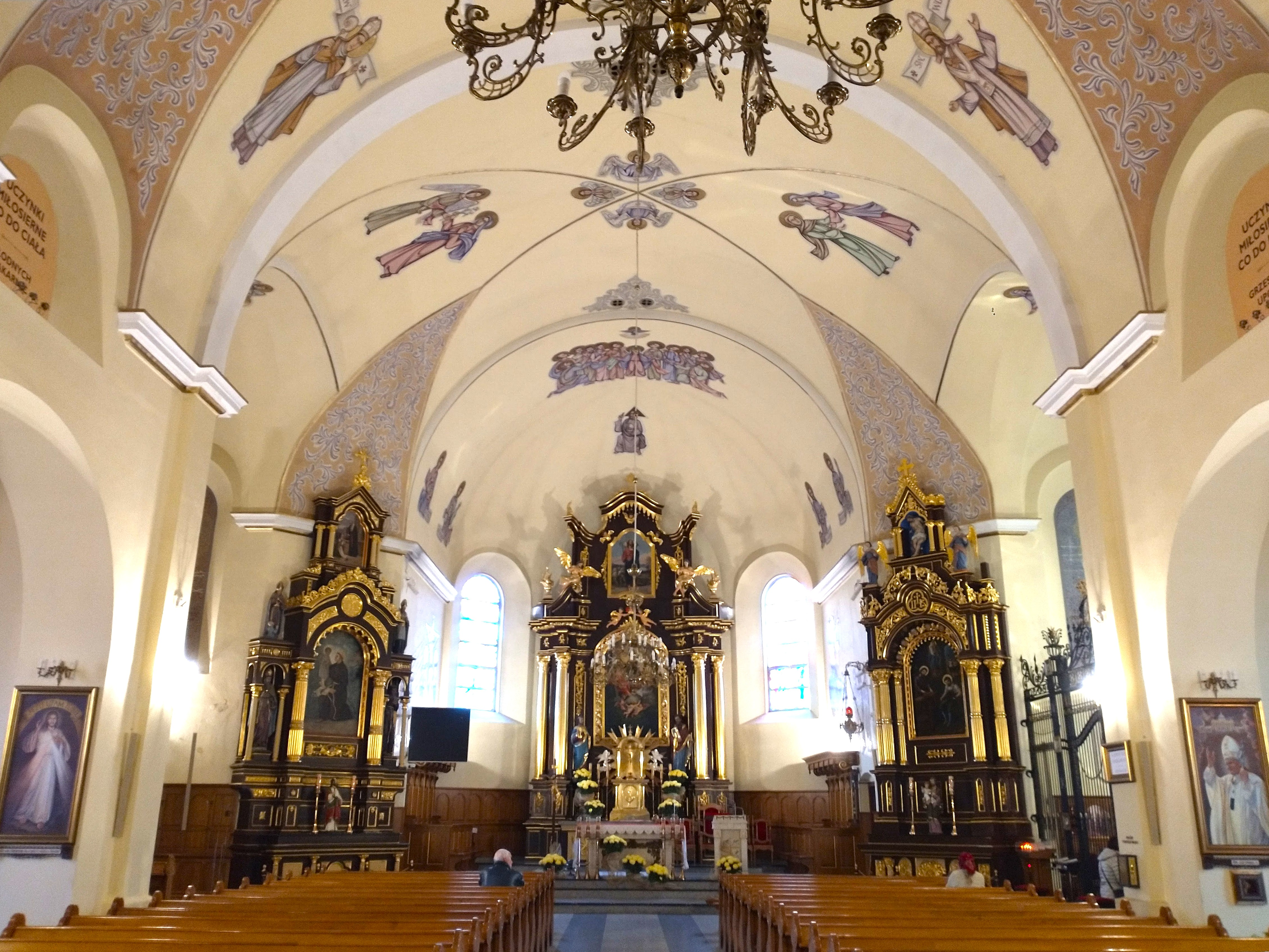
Wnętrze i ołtarze
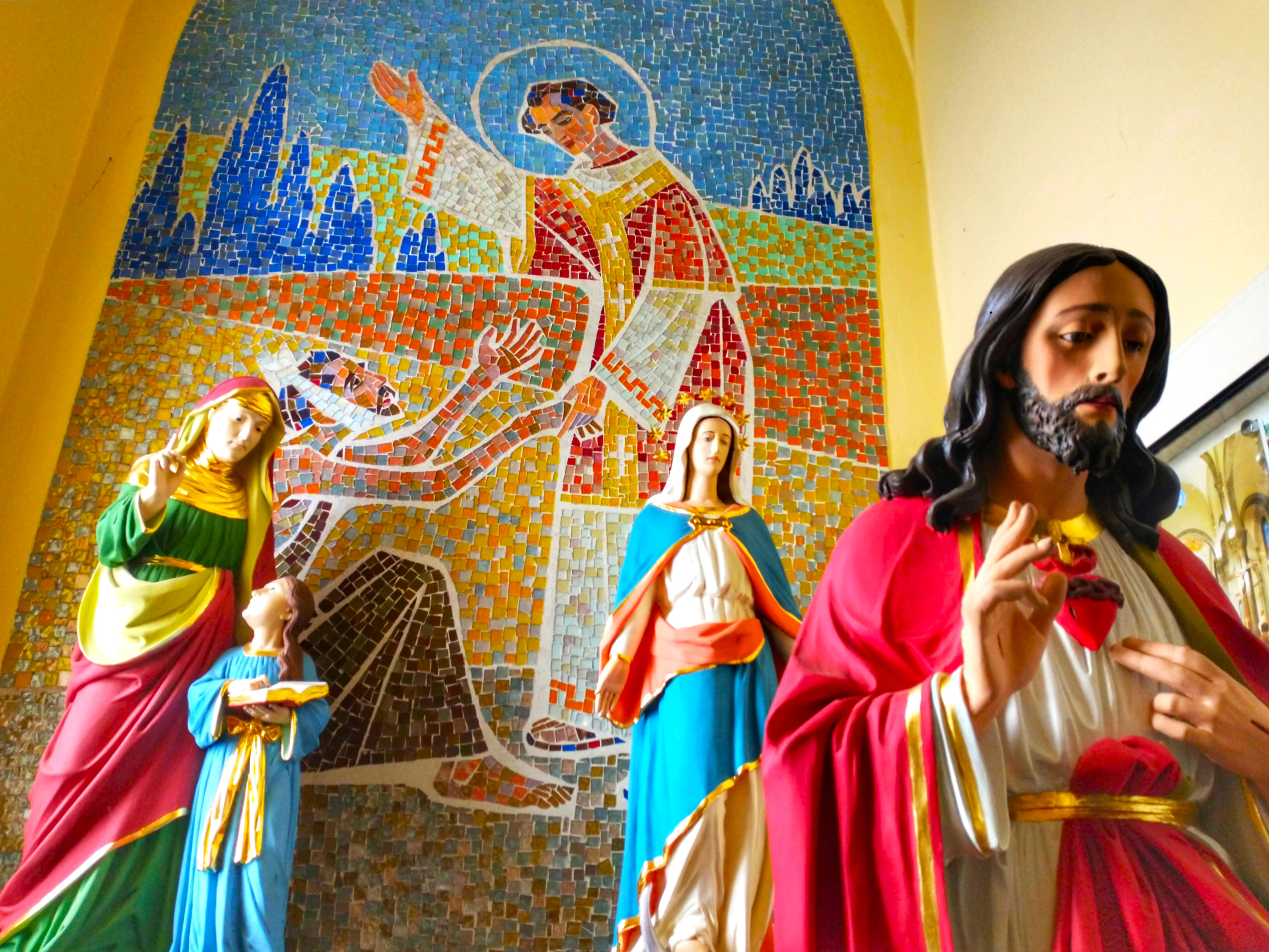
Mozaika
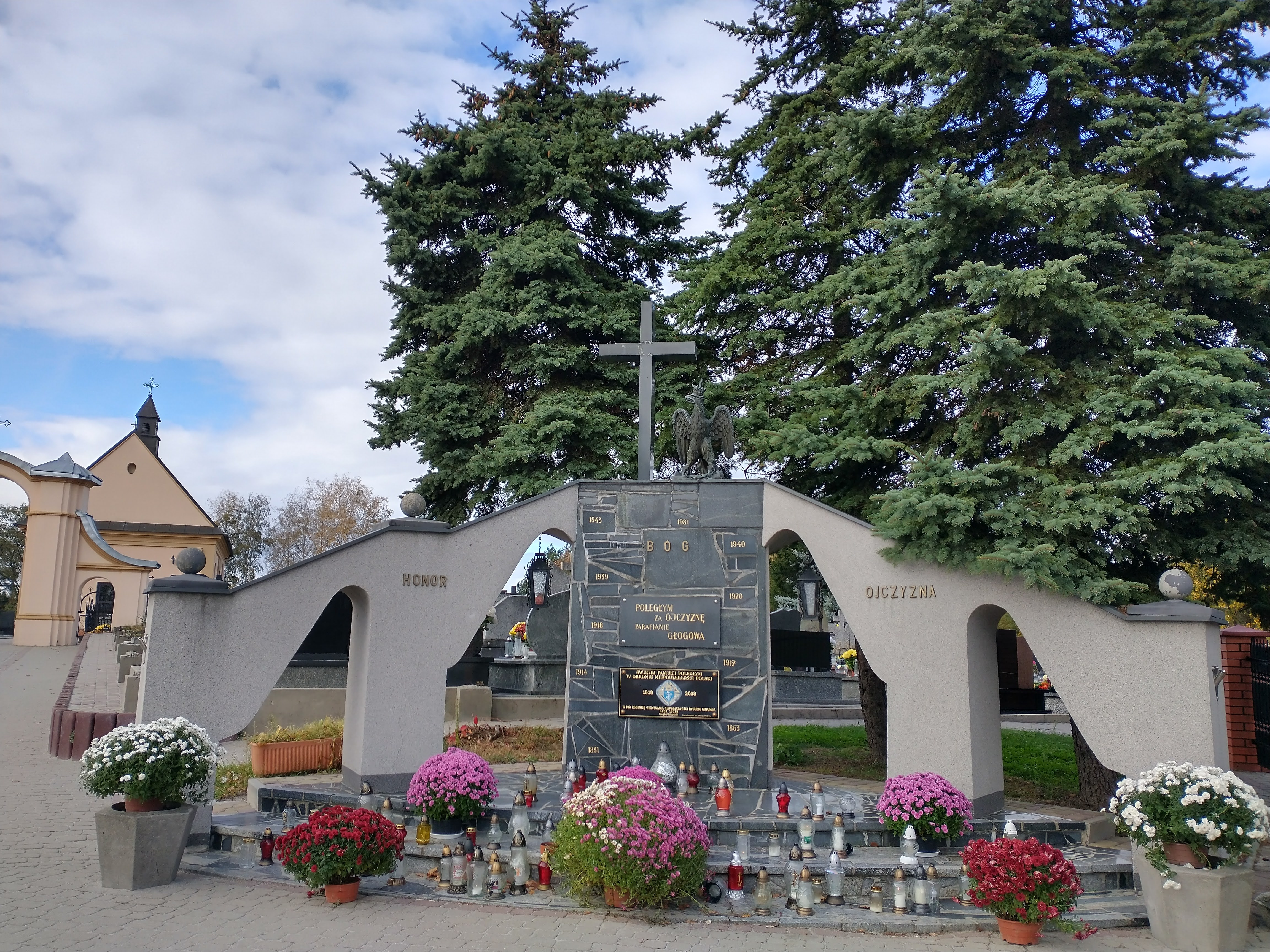
Pomnik ofiar wojen